# 혼고역 (후쿠오카현)
혼고역(일본어: 本郷駅)은 일본 후쿠오카현 미이군 다치아라이정에 위치한 서일본 철도 아마기 선의 역이다. 아침 러시아워는 본 역에서 회송 열차가 설정되어 있다.

## 역사
- 1921년 12월 8일: 미쓰이 전기궤도의 역으로 영업 개시.
- 1924년 6월 30일: 회사의 합병으로 본 회사의 역이 됨.
- 1942년
  - 9월 19일: 규슈 전기궤도에 합병되어 본 회사의 역이 됨.
  - 9월 22일: 규슈 전기궤도가 서일본 철도로 회사명 변경.
- 1954년: 역사 개축.
- 2008년 5월 18일: IC카드 nimoca 공용 개시.
- 2014년 3월 22일: 무인화.
- 2017년 2월 1일: 역 번호 도입.

## 역 구조
섬식 승강장 1면 2선의 지상역으로 무인역이다. 승강장의 폭은 좁다.

## 역 주변
- 다치아라이 정립 혼고 초등학교
- 혼고 어린이집
- 다치아라이 우체국

## 인접역
| 서일본 철도 ■ 아마기 선  | 서일본 철도 ■ 아마기 선 | 서일본 철도 ■ 아마기 선  |
| ------------------------ | ----------------------- | ------------------------ |
| A05 오제키 미야노진 방면 |                         | 가미우라 A03 아마기 방면 |